# Avenue du Trône
Die Avenue du Trône ist eine kurze Straße im 11. und 12. Arrondissement von Paris.

## Lage
Die Straße verbindet den Cours de Vincennes mit dem Place de la Nation. Die Häuser mit den ungeraden Nummern liegen dabei im 11. und die mit den geraden im 12. Arrondissement.

## Namensursprung
Die Straße verdankt ihren Namen dem Thron, der anlässlich der Rückkehr Ludwigs XIV. und Maria Theresias von Österreich nach ihrer Hochzeit auf dem Platz errichtet wurde.

## Geschichte
Diese nach einem Plan von Delagrive 1728 angelegte Allee, die breiter als lang ist, war früher ein integraler Bestandteil des Place du Trône, der während der Französischen Revolution zum Place de la Nation wurde. Während dieser Zeit hieß die Allee „Avenue Santerre“, bevor sie wieder den Namen des alten, umbenannten Ortes erhielt.
Während des Baus der Mauer der Generalpächter befand sich genau an dieser Stelle die Barrière du Trône, wo zwei imposante Säulen errichtet wurden, die noch heute vorhanden sind und den Norden und Süden des Platzes markieren.

## Sehenswürdigkeiten
- Die Pavillons und Säulen Philippe-Auguste (Süden) und Saint-Louis (Norden) der ehemaligen Barrière du Trône.

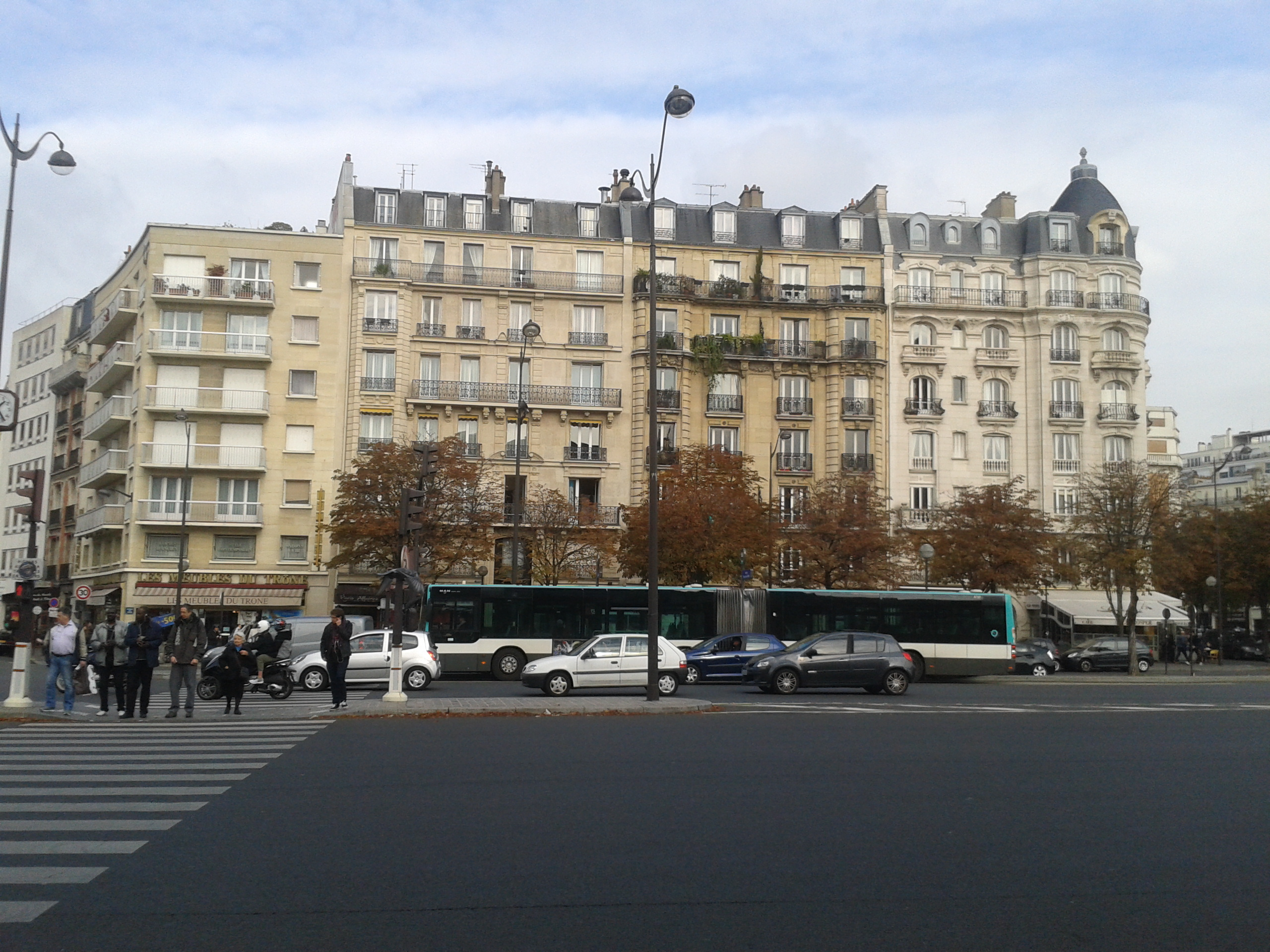
Seite mit ungeraden Hausnummern
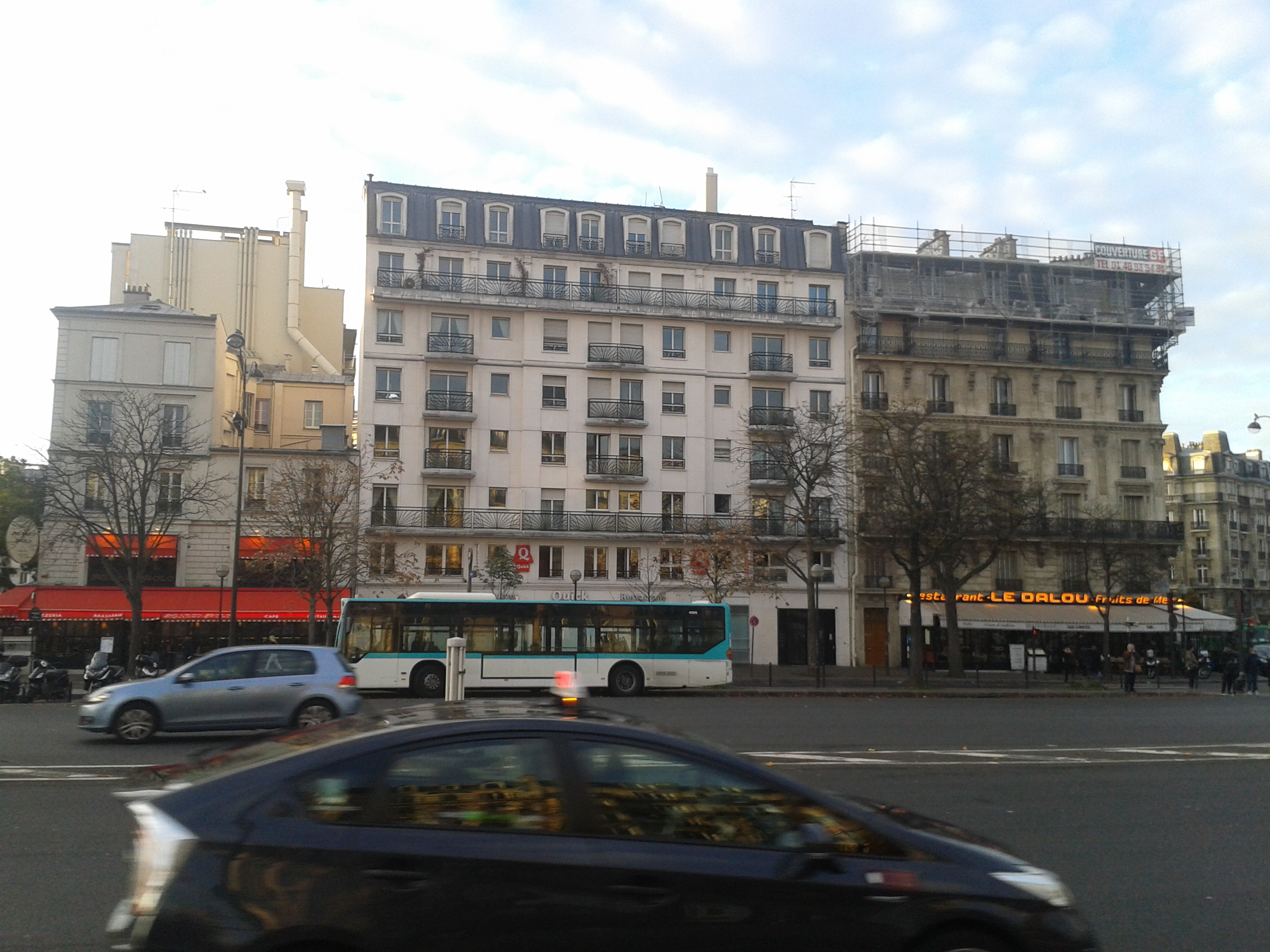
Seite mit geraden Hausnummern
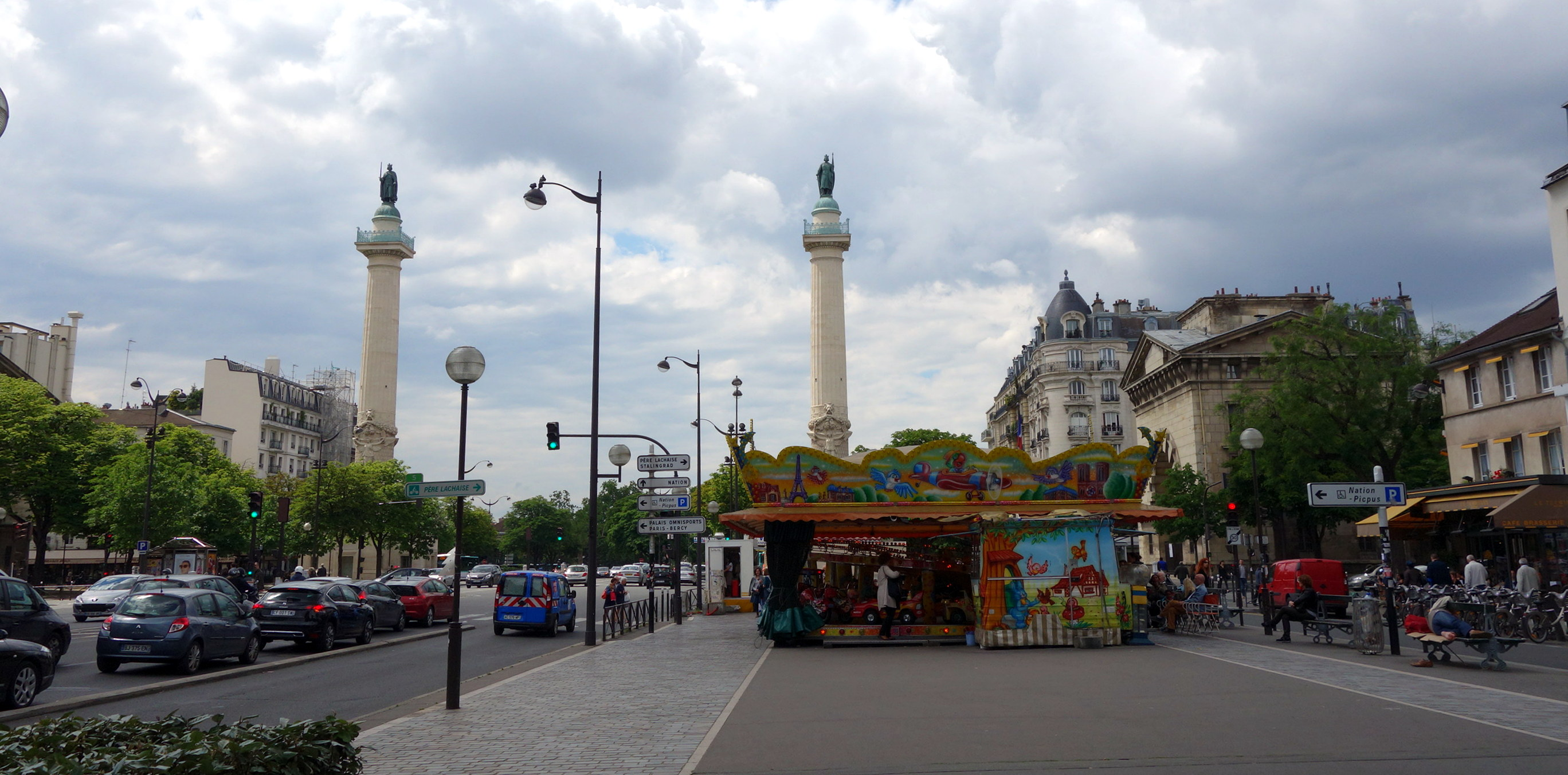
Sicht auf die Säulen